# Mil Mi-1
El Mil Mi-1 (en ruso: Ми-1, designación USAF/DoD: Tipo 32, designación OTAN: Hare) fue un helicóptero utilitario ligero de 3 o 4 plazas fabricado por la Fábrica de helicópteros Mil de Moscú. Fue el primer helicóptero soviético en ser producido en serie. Es propulsado por un motor radial Ivchenko AI-26V de 575 CV. Entró en servicio en el año 1950, y fue visto por primera vez en público en 1951 durante el Día de la Aviación Soviética. Durante los 16 años que duró la producción fueron producidos más de 1000 Mi-1 en la URSS y 1594 en Polonia como SM-1.

## Variantes

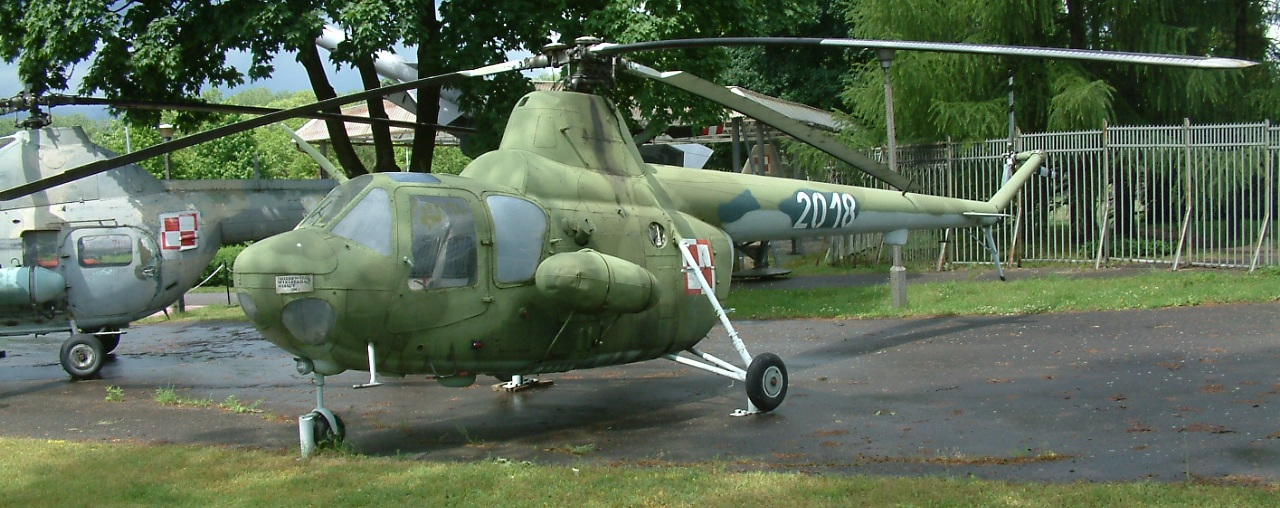
SM-1.

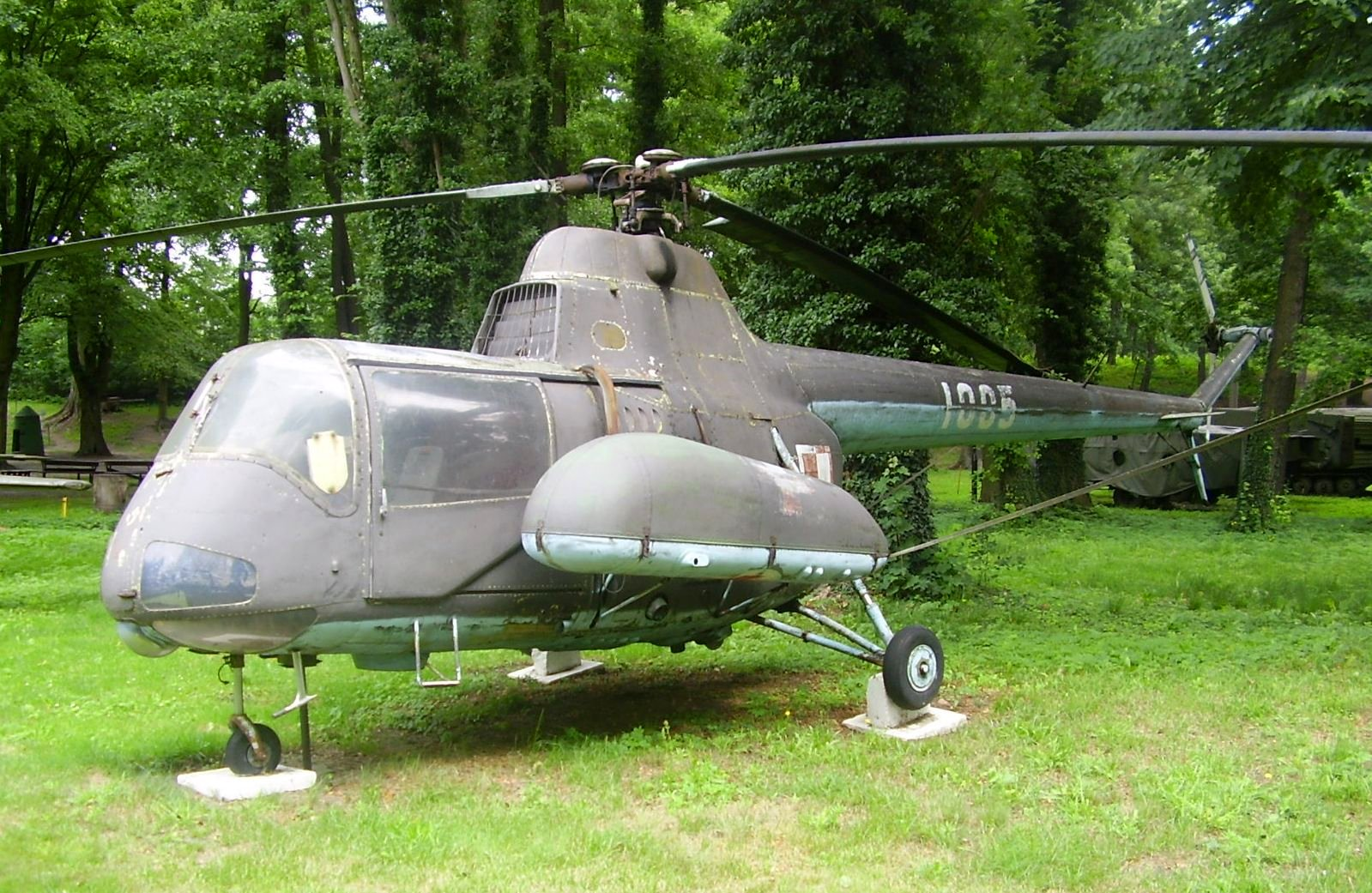
SM-2.

Del Mil Mi-1, originalmente conocido entre los servicios de inteligencia estadounidenses como Tipo 32 y más tarde por la designación OTAN "Hare", se han fabricado las siguientes versiones:
GM-1
Desigación original del Mil Mi-1.
Mil Mi-1
Helicóptero multiusos de cuatro plazas, para un piloto y tres pasajeros. Versión de producción inicial.
Mil Mi-1T
Helicóptero multiusos de tres plazas, para un piloto y dos pasajeros.
Mil Mi-1U
Helicóptero doble mando para el entrenamiento.
Mil Mi-1 Moskvich
Modelo de transporte civil diseñado para Aeroflot.
Mil Mi-1NKh
Helicóptero de transporte multiusos. Diseñado para ser empleado como ambulancia aérea, transporte de pasajeros o correro aéreo.
SM-1
Versión producida bajo licencia. El Mil Mi-1 fue producido por PZL bajo licencia en Polonia.
SM-1W
Versión mejorada del SM-1.
SM-1WS
Ambulancia aérea.
SM-1WSZ
Helicóptero doble mando para el entrenamiento.
SM-1WZ
Helicóptero para la agricultura.
SM-2
Versión mejorada, con capacidad para un piloto y cuatro pasajeros.

## Operadores

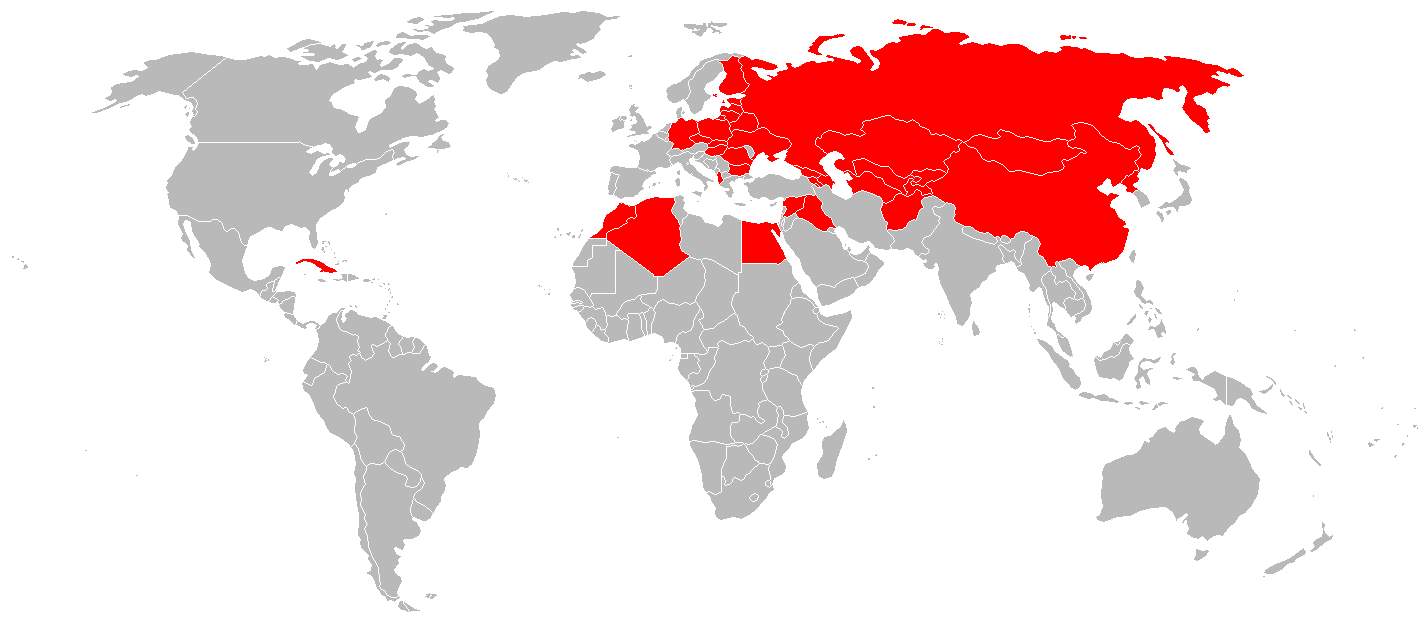
Países usuarios del Mil Mi-1.

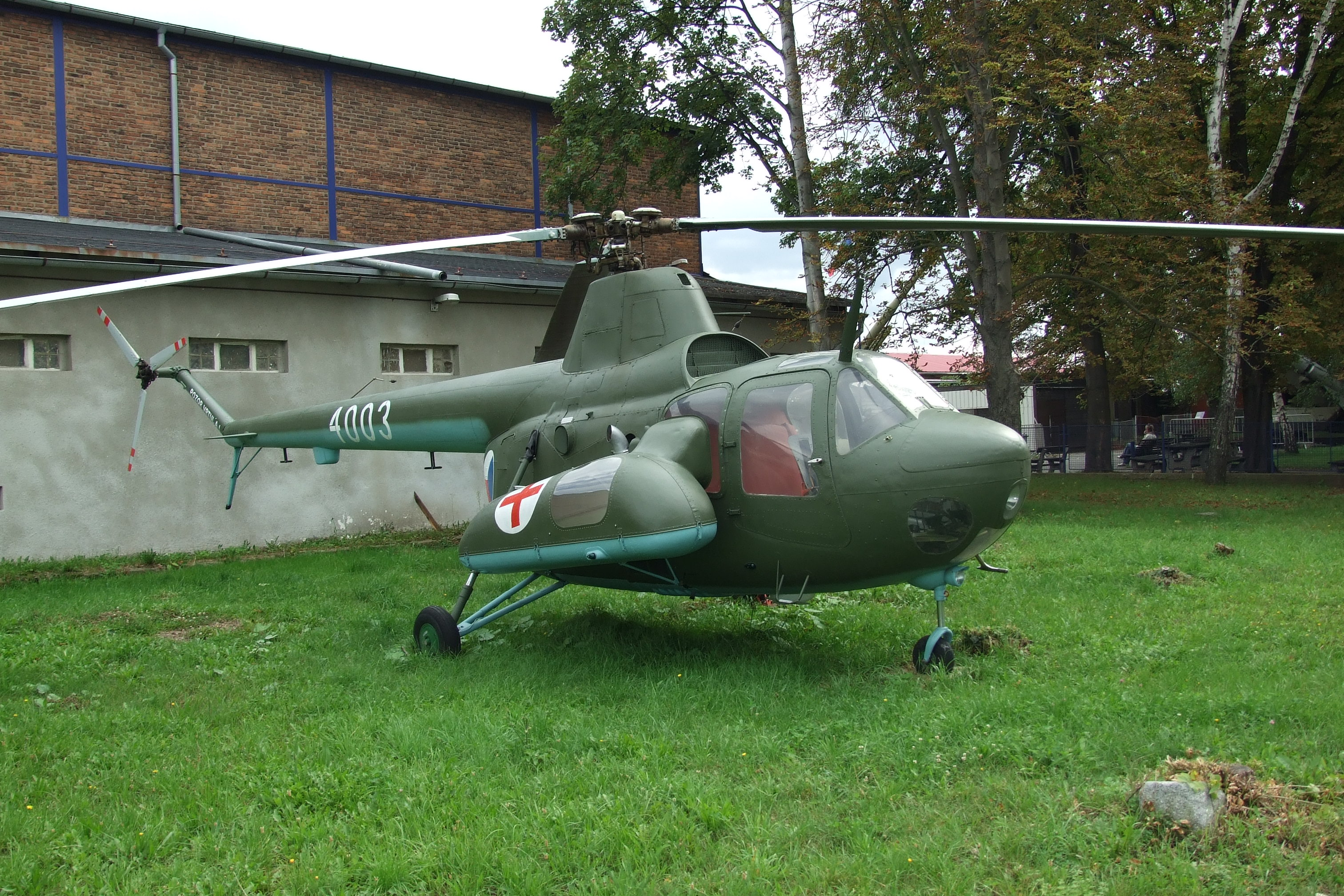
Mi-1M usado por el Ejército Checoslovaco expuesto en un museo.

- Afganistán:  Compraron 12 en 1957, siendo retirados del servicio en 1976.[5]
- Albania:  3 Mi-1 en servicio entre 1957 y 1960.[5]
- Argelia
- Bulgaria
- China
- Cuba
- Checoslovaquia
- República Democrática Alemana
- Egipto
- Finlandia: 4 Mi-1 en servicio entre 1961 y 1967.
- Hungría
- Irak
- Mongolia
- Corea del Norte
- Polonia
- Rumania
- Siria
- Unión Soviética

### Desarrollos relacionados
- Mil Mi-3

### Aeronaves similares
- Sikorsky H-5